# Saldo pierwotne
Saldo pierwotne zwane też saldem wyjściowym albo podstawowym – jest to różnica między dochodami a wydatkami budżetu państwa pomniejszonymi o koszty obsługi długu publicznego. Takie ujęcie salda pozwala na ocenę, jak kształtowałaby się równowaga budżetu państwa, gdyby nie konieczność obsługi długu. Wystąpienie deficytu pierwotnego sygnalizuje przekroczenie granicy bezpieczeństwa w zakresie długu publicznego.  
Wydaje się, że w literaturze często przecenia się znaczenie deficytu pierwotnego jako sygnału zagrożenia wypłacalności Skarbu Państwa. W praktyce nie obserwuje się, by rynki finansowe reagowały na pojawienie się deficytu pierwotnego w jakiś szczególny sposób.
Kwota dodatniego salda pierwotnego pomniejsza deficyt budżetu państwa powstały z tytułu konieczności poniesienia kosztów obsługi długu. Informuje również, że zgromadzone dochody przekraczają sumę wydatków bieżących i majątkowych, a powstała nadwyżka sfinansuje część wydatków przeznaczonych na obsługę długu. Ujemne saldo pierwotne budżetu państwa potwierdza fakt braku równowagi budżetowej, wynikającej z niedoboru środków na pokrycie bieżących wydatków bieżących i majątkowych. Kwota ujemnego saldapierwotnego powiększa już istniejący deficyt budżetu państwa. Występowanie ujemnego salda pierwotnego powoduje przyrost zadłużenia Skarbu Państwa.